# Dos Arbres de Vàlinor
Els Dos Arbres de Vàlinor són una parella d'arbres ficticis que formen part del legendarium creat per l'escriptor britànic J. R. R. Tolkien a la seva obra El Silmaríl·lion. Anomenats Telpérion i Laurelin, foren creats per la Vala Yavanna, ajudada per les llàgrimes de Nienna, al turó d'Ezellohar, davant la Porta Daurada de Vàlmar. La llum que emergia dels arbres donà llum a les terres de Vàlinor i s'iniciaren així les Edats dels Arbres. Mórgoth fugí temps després de ser alliberat del seu encadenament i es trobà l'aranya Ungòliant, amb qui tornà en secret a Vàlinor i donà mort als Dos Arbres. Amb la darrera flor de Telpérion i el darrer fruit de Laurelin, els Vàlar crearen Íthil (la Lluna) i Ànar (el Sol).
Llur aparició al legendarium de Tolkien no és pas tardana, car ja són presents a les versions originals de les històries d'El Silmaríl·lion i en futures reescriptures publicades de forma pòstuma pel tercer fill i principal editor de l'autor, Christopher Tolkien, als diferents volums de La història de la Terra Mitjana. Foren mencionats per primera vegada a «Les costes de Faëry», un poema d'una sèrie centrada en el personatge d'Eàrendil, datat del 1915 i en el qual Tolkien descriu la terra de Vàlinor. La seva història fou desenvolupada als contes L'arribada dels Vàlar i la construcció de Vàlinor i El robatori de Melko i l'enfosquiment de Vàlinor, tots dos inclosos a El llibre dels contes perduts, i posteriorment modificada a Esbós de la mitologia, patint modificacions més o menys notables en altres escrits com Quenta i Quenta Silmaríl·lion.

## Descripció
Les fulles de Laurelin són de color verd tendre, amb vores daurades, i llur forma s'assembla a les fulles acabades de brostar d'un faig. Les seves flors grogues, comparades a El Silmaríl·lion amb corns i a narracions anteriors amb les del laburnum, produeixen una pluja de llum daurada sota l'arbre i emeten llum i calor. A la història original dels Dos Arbres que apareix a El llibre dels contes perduts, Tolkien destaca a més a més la suavitat de l'escorça i la gran bellesa del tronc respecte de la forma.
D'altra banda, la cara de les fulles del Telpérion és de color verd fosc i l'anvers platejat. Les seves flors, que produeixen una rosada de llum platejada, no són descrites a El Silmaríl·lion, però l'autor menciona llur color blanc i la forma semblant a les del cirerer en versions anteriors de la història. La concepció original dels dos Arbres a El llibre dels contes perduts aporta d'altres detalls de Telpérion, com la descripció del seu tronc, més proporcionat i esvelt, i de les seves branques, més gruixudes, crespes i denses, en tots dos casos comparant-lo amb Laurelin. A més a més, assenyala el semblant de l'escorça amb la seda i la descriu de color blanc «com perles».

### Còmput del temps
Ambdós arbres irradiaven llum de forma periòdica en intervals de set hores, fet que fou aprofitat pels Vàlar per mesurar el temps. La primera hora que Telpérion lluí, ja que ell fou el primer a brostar i desenvolupar-se, fou coneguda com «l'hora d'obertura» i els Vàlar no la inclogueren en el còmput del temps, però a partir d'ella donaren inici a les Edats dels Arbres. Mentre Telpérion lluïa, Laurelin es mantenia «apagat» i en minvar el primer, el segon començava a lluir, mesclant-se totes dues llums durant una hora. Els dies durant les Edats dels Arbres tenien per tant una durada de dotze hores: en cinc de les quals lluïa Telpérion i en les altres cinc ho feia Laurelin, en una intermèdia minvava el primer i el segon creixia, i a la darrera hora del dia es repetia el mateix procés però del revés.

### Etimologia
Tolkien no deixà clar en cap dels seus escrits el significat de Telpérion, tot i que sí que mencionà la seva relació amb telpe («plata»). Aquest mot és telerin i la seva homòloga en quenya, llengua de la qual prové el mot, és tyelpe. Això no obstant, l'autor menciona en un dels seus texts que els elfs nóldor, principals parlants del quenya, empraren comunament telpe a causa de l'estima que professaven per les habilitats en orfebreria dels Teleri. D'aquesta forma, Tyelperion seria una forma menys comuna de Telpérion. Entre els molts altres noms de l'arbre hi havia: Ibrîniðilpathânezel en valarin, Ninquelóte (traduït com «flor blanca») en quenya i Silpion, essent a més aquest darrer el nom original que l'autor donà a l'arbre i el significat del qual també és desconegut. Al primer lèxic del quenya, completat a la mateixa època que El llibre dels contes perduts, apareixen diversos mots que comencen amb l'arrel sil («Lluna»), però Silpion no es troba entre ells. Al primer lèxic de la llengua gnòmica, contemporània al quenya, sil és equivalent a «rosa de Silpion» i també s'empra poèticament com «Lluna plena».
Laurelin, anomenat també entre molts noms Malinalda («Arbre d'or») o Culúrien, també és un nom quenya i significa «cançó d'or». El seu nom en valarin és Tulukhedelgorûs.

## Història fictícia
Després que Mórgoth fos capturat i encadenat amb Angàinor per les seves accions, els Vàlar es traslladaren al continent d'Aman i allà hi construïren el regne de Vàlinor. Yavanna consagrà Ezellohar, un turó que es trobava davant de la Porta Daurada de la ciutat de Vàlmar, i allà s'hi assegué durant un llarg temps i interpretà un cant màgic sobre les coses que creixen a la terra. A més a més, Nienna regà el turó amb les seves llàgrimes i mentre la resta dels Vàlar observaven, d'allà en nasqueren dos brots que cresqueren i floriren fins a esdevenir grans arbres. Les llums que irradiaven Telpérion i Laurelin, que així foren anomenats, il·luminaren les terres de Vàlinor i donaren inici a les Edats dels Arbres.
Finalitzada la condemna de Mórgoth, fou alliberat i estigué lliure per Vàlinor sembrant la discòrdia entre els elfs, que havien estat portats allà pels Vàlar poc després de llur despertar. Un cop descobriren que Mórgoth no se n'havia penedit realment, fugí i es trobà amb l'aranya Ungòliant a Àvathar, al sud d'Aman, on junts planejaren venjar-se dels Vàlar. D'aquesta manera Mórgoth i Ungòliant arribaren en secret a Vàlinor i feriren de mort els Dos Arbres, i l'aranya absorbí la llum de tots dos. Els Vàlar i els elfs es trobaven en aquell moment de festa a Taniquetil i no pogueren fer res ni abans ni després, sotmesos en la foscor provocada per Ungòliant. Aprofitant aquesta situació, Mórgoth fou a Formenos, on robà els Silmarils que Fèanor havia construït i assassinà Finwë, el Rei dels Nóldor.
A partir d'aquest moment es desencadenen els esdeveniments que portaren els nóldor a l'exili i al final de les Edats dels Arbres. Amb la darrera flor de Telpérion i el darrer fruit de Laurelin, Yavanna feu la Lluna i el Sol, amb la qual cosa començaren les Edats del Sol, i es produí el despertar dels homes a Hildórien.
A Gondolin hi havia una representació de cada arbre: la de Telpérion, construïda en plata, malaquita i perles de Bàlar, s'aixecava al cinquè portal de la ciutat, mentre que la de Laurelin, feta de topazi i or, es trobava al sisè. De la mateixa manera, a Hyarrostar, una de les sis regions que formaven el regne de Númenor, hi creixia un arbre conegut com a Laurinquë que posseïa llargs rams de flors grogues, els habitants de Númenor, a causa de les històries que havien sentit sobre Laurelin, creien de manera errònia que el Laurinquë provenia de les seves llavors.

## Creació i desenvolupament
Tolkien mencionà per primer cop els Dos Arbres a Les costes de Faëry, aquest poema, la versió original del qual data de juliol del 1915, fou un dels primers escrits en què l'autor començà a desenvolupar el seu legendarium i forma part d'una sèrie centrada en el personatge d'Eàrendil. Hi descriu les terres de Vàlinor i hi introdueix elements que posteriorment inclogué en les històries d'El Silmaríl·lion, com la muntanya Taniquetil i els Dos Arbres, encara que apareixen en la seva forma més primitiva com donadors de «la flor platejada de la nit» i «el fruit esfèric del migdia».
La història dels Dos Arbres fou desenvolupada anys després, en algun moment entre el 1916 i el 1918, quan Tolkien escrigué El llibre dels contes perduts, publicat de forma pòstuma en dos volums editats pel tercer fill de l'autor, Christopher Tolkien. La seva creació, que difereix en molts detalls respecte de la versió publicada a El Silmaríl·lion, té lloc al conte L'arribada dels vàlar i la construcció de Vàlinor, que suposa la versió original de Valaquenta i dels primers capítols de Quenta Silmaríl·lion. Tolkien hi narra com els Vàlar cavaren dos pous profunds i Ulm recollí llums de llacs i estanys amb les quals omplí dues grans marmites fabricades per Aulë: Kulullin, que contingué les llums daurades, i Silindrin, que contenia les platejades. En un dels pous hi llançaren un fragment del llum d'Helkarnota i set roques d'or, el cobriren amb terres fèrtils i Vana el regà amb la llum dipositada a Kulullin i cantà i ballà una cançó sobre seu. A l'altre pou hi dipositaren tres perles i un estel, cobrint-lo d'escuma, boira i terra, i regant-lo amb la llum dipositada a Silindrin; a més am és, Lórien s'assegué sobre aquest segon pou i murmurà alguns mots mentre els esperits que el servien tocaven una melodia. Al voltant dels pous, ja coberts, Yavanna pronuncià embruixos sobre la vida, el creixement i el brot de la vegetació, meditant posteriorment acompanyada per la resta dels Vàlar. El primer arbre que cresqué en aquest conte fou Laurelin i no Telpérion, que es deia Sílpion, i el període transcorregut entre l'aparició dels dos arbres fou de dotze hores.